# Kaninholmen
Kaninholmen is een Zweeds klein eiland in de Råneälven nabij Råneå. Het eiland ligt in Norrforsen, de plaatselijk noordelijke tak van de rivier, die hier om het eiland Andholmen stroomt. Het eiland meet ongeveer 75 x 10 meter en heeft geen oeververbinding.
Storholmen · Storselaholmen · Storholmen · Sladaholmen · Hedholmen · Notholmen · Svedjeholmen · Tomasholmen · Niemiholm · Lillholmen · Färholmen · Sundbergholmen · Killingholmen · Holmen · Prästholmen · Börstholmen · Längholmen · Degerholmen · Kullen · Kaninholmen · Andholmen